# Ђенерале дел Мауро (Авелино)
Ђенерале дел Мауро је насеље у Италији у округу Авелино, региону Кампанија.
Према процени из 2011. у насељу је живело 20 становника. Насеље се налази на надморској висини од 437 м.